# Günter Lörke
Günter Lörke (23 giugno 1935) è un ex ciclista su strada tedesco.

## Palmarès

### Olimpiadi
- 1 medaglia[1]:
  - 1 argento (Roma 1960 nella corsa a cronometro a squadre)